# Giovanni Colombo
Giovanni Umberto kardinál Colombo (6. prosince 1902 Caronno Pertusella, Provincie Varese – 20. května 1992 Milán) byl italský kardinál, arcibiskup Milána.

## Život
Giovanni Colombo studoval na milánské univerzitě filozofii a katolickou teologii. Na kněze byl vysvěcen 25. května 1926. Poté působil jako pedagog v seminářích a na milánské katolické univerzitě.
V roce 1960 ho papež Jan XXIII. jmenoval titulárním biskupem z Philippopolis in Arabia a světícím biskupem v milánské arcidiecézi. Světitelem byl Giovanni Battista Montini, pozdější papež Pavel VI. V roce 1963 se stal Colombo milánským arcibiskupem a v roce 1965 ho Pavel VI. jmenoval kardinálem knězem s titulárním kostelem Santi Silvestro e Martino ai Monti.
V roce 1979 přijal Jan Pavel II. jeho rezignaci na úřad arcibiskupa. Giovanni Colombo zemřel v 89 letech na srdeční záchvat a je pochován na pravé straně lodi milánské katedrály.